# Marcio Benítez
Marcio Benítez, vollständiger Name Marcio Alejandro Benítez Albarracín, (* 3. Juni 1996 in Paysandú) ist ein uruguayischer Fußballspieler.

## Karriere

### Verein
Der 1,80 Meter große Offensivakteur Benítez spielt seit 2010 für die Nachwuchsmannschaft des uruguayischen Erstligisten Nacional Montevideo. Am 28. November 2015 wurde mit seiner Nominierung für die Partie des 14. Spieltages der Apertura 2015 gegen den Club Atlético Rentistas erstmals in den Kader für ein Erstligaspiel berufen. Er debütierte schließlich am 3. April 2016 beim 3:1-Heimsieg gegen El Tanque Sisley in der Primera División, als er von Trainer Gustavo Munúa in der 80. Spielminute für Alejandro Tabó eingewechselt wurde. In der Spielzeit 2015/16 wurde er dreimal (kein Tor) in der höchsten uruguayischen Spielklasse eingesetzt. In der Folgesaison blieb er ohne Pflichtspieleinsatz. Sein Klub gewann die uruguayische Meisterschaft. Im Januar 2017 verpflichtete ihn der Ligakonkurrent Juventud auf Leihbasis.

### Nationalmannschaft
Benítez spielte 2011 für die uruguayische U-15-Nationalmannschaft. Er gehörte im Jahr 2013 der U-17-Auswahl Uruguays an. Mit dieser nahm er an der U-17-Südamerikameisterschaft 2013 im April 2013 in Argentinien teil und belegte den vierten Turnierrang. Im Oktober 2013 war er Teil des uruguayischen Aufgebots bei der U-17-Weltmeisterschaft 2013 in den Vereinigten Arabischen Emiraten. Dort erreichte er mit der Mannschaft das Viertelfinale. Er kam in fünf WM-Begegnungen zum Einsatz und schoss ein Tor.
Mindestens seit März 2014 ist er Mitglied der von Trainer Fabián Coito betreuten uruguayischen U-20-Nationalmannschaft. Am 17. April 2014 stand er beim 1:1-Unentschieden gegen Chile in der Startelf Uruguays. Des Weiteren absolvierte er die Länderspiele am 20. Mai 2014 gegen Paraguay und am 22. September 2014 gegen Peru.

### Erfolge
- Uruguayischer Meister: 2016